# The Beautiful Kantine Band
The Beautiful Kantine Band ist eine österreichische Band aus dem Burgenland.
Im Jahr 2007 war die Band für den FM4 Award, der im Rahmen der Amadeus Austrian Music Award verliehen wird, nominiert.

## Diskografie
Alben
- 2002: Tanzcafé der Nationen (Karate Joe Records)
- 2004: Rock ’n’ Roll hat unserem Leben einen neuen Sinn gegeben (Wohnzimmer Records / Kamikaze Records)
- 2006: Deluxe Vol. 1 (Wohnzimmer Records)
- 2007: Twist auf dem Vulkan (Wohnzimmer Records)

EPs
- 2003: Tote Körper tanzen anders (Wohnzimmer Records)

Singles
- 2002: Tanzcafé der Nationen (Karate Joe Records)
- 2008: Tanz auf dem Vulkan (Eigenveröffentlichung)